# Alleweder
L'Alleweder est un tricycle couché, un vélomobile de la firme Alligt aux Pays-Bas.
Le nom 'Alleweder' provient du Néerlandais, "par tous les temps".
La coque sert à la fois à l'aérodynamique et à la protection.
Le premier a été construit par Bart Verhees la fin des années 1980 aux Pays-Bas. Il est construit aujourd'hui (2008) dans différentes versions, aux Pays-Bas, en Allemagne et aux États-Unis.
Il mesure 2,60 m de long et 0,82 m de large, possède un carénage en aluminium ou en fibre, et pèse nettement moins que le conducteur, selon le modèle de 30 à 42 kg (modèles à assistance électrique ou hybrides électro-musculaires)
L'Alleweder est l'un des vélomobiles les plus vendus, si l'on compte toutes les versions.
118 unités ont été fabriquées du modèle A4 à la fin de 2007 . 

## Historique
Voir références, :
La conception du premier Alleweder est réalisée par Bart Verhees à la fin des années 1980, pour des objectifs de protection des sévères conditions météorologiques et de confort. Il étudie l’ingénierie mécanique. Passionné par l’aéromodélisme, il a les compétences pour faire un carénage léger en plaques d’aluminium. Avec des outils simples que chacun trouve chez lui, il fabrique son premier carénage d’Alleweder (« Tout temps », en néerlandais). L’année suivante il fabrique le deuxième, la carrosserie n’a plus besoin de cadre : coque autoportante comme un fuselage d’avion, puis avec une enveloppe, une protection des roues. Le prototype Verhees a deux roues avant de 20 pouces (50 cm) et une à l’arrière de 26" (65 cm), qui sont suspendues souplement pour améliorer le confort. Il se déplace avec (sur plus de 50 000 km), et participe à des courses VPH (titre européen dans sa catégorie). Il termine ses études en 91 et décide que l’Alleweder est prêt à être produit, et fait de la réclame de façon à vendre minimum 10 unités pour commencer la production. Peut-être trop précurseur, il ne reçoit pas de commande.
Cela prend encore un an. Bart roule avec son Alleweder et rencontre Flevobike. Johan Vrielink, patron de l’entreprise de vélos couchés, est impressionné par la conception.
Flevobike commence à élaborer un kit d’après le dessein de Bart Verhees. En collaboration avec des ingénieurs étudiants Titus van de Brink, et Bart Massee, Flevobike développe un prêt-à-monter. En 1992 le premier lot de 25 vélomobiles prêtes-à-monter trouve des acheteurs. Les premiers modèles sont un défi à assembler. Vous devez couper vous-même les plaques de la carrosserie avec les petits ciseaux fournis, et recourber les bords des plaques sur un bord de table.
En 1993 l’Alleweder se retrouve sous les feux de la rampe avec le concours « un vélo pour 365 jours », organisé par le magazine Fiets& (vélo en Néerlandais) et l’université technique d’Eindhoven. L’Alleweder gagne le prix (25 000 NLG= 11 300€) devant le Jouta ZX et la Leitra.
Un élément important est la course de l’heure dans laquelle les compétiteurs doivent démontrer que leurs véhicules sont rapides et pratiques. La qualification des modèles impose :
- au moins 35 km sur une heure,
- avec 60-80 litres, 15 kg de bagages,
- protection de conditions météorologiques,
- peu de maintenance.

Comme le conducteur Allert Jacobs roule avec une excellente moyenne de 40 km/h, il marque des points sur cette partie. Déjà membre de la NVHPV (Association de VPH néerlandaise) et client de Flevobike, il roule déjà sur un de leurs vélos couchés. La compétition attire beaucoup d’attention des médias, journaux et télévision nationale néerlandaise.
C'est un bon début pour la production. Un accord est passé entre Flevobike et Bart Verhees : Flevobike vend les vélomobiles prêtes-à-monter et Bart les prêtes-à-rouler. Bart organise son atelier, les ventes sont en dessous des objectifs, et à ce moment il reçoit et accepte une bonne offre pour une autre activité d’ingénierie.
Allert Jacobs est embauché à Flevobike, pour renforcer l’équipe familiale de trois qui a du mal à suivre le succès soudain. Vélomobiliste infatigable, il fait quelques modifications sur la transmission, suspension, freinage et l’arrière, fondées sur son expérience approfondie.
Une autre amélioration importante est l'usinage de toutes les plaques à la bonne forme, aux usines Fokker Aviation, plus faciles à assembler que la première série de 25 très consommatrices de main-d’œuvre. L’ensemble préfabriqué revient à un prix sympathique (1150 puis 1350 puis 1 600 €) qui participe au succès de l’Alleweder. Après l’avoir monté eux-mêmes, peu de clients ont besoin de service de maintenance. Ils savent faire par eux-mêmes. La part de marché pour un ensemble préfabriqué était cependant limité. Entre 1993 et 1998 Flevobike vend 500 Alleweder ; l’année 1995 culmine avec plus de 100 ventes.
En 1995 Ymte Sijbrandij est embauché à Flevobike, et peu de temps après avec Allert Jacobs, ils décident d’être copropriétaires de l’entreprise. Ils ont de nombreuses idées et décident d’investir dans Flevobike.

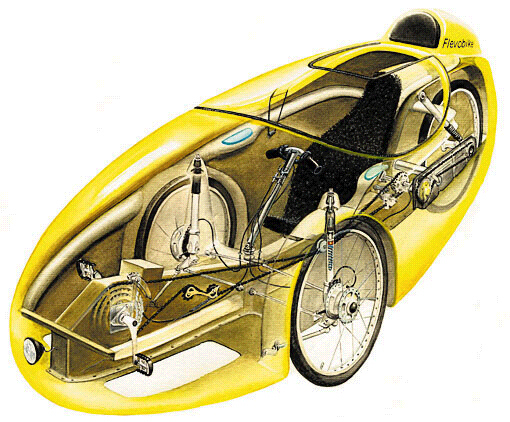

En 1996 Allert Jacobs commence le projet « C - Alleweder », un tout-temps avec moins de maintenance (transmission fermée), une meilleure aérodynamique donc rapidité et plus de légèreté. La conception monocoque en carbone et fibre de verre s’appuie sur des dessins d’aérodynamisme et des modèles réduits. Travail d’hypothèses et d’estimations. Le designer collabore avec l’entreprise mono personnelle Tempelman spécialisée dans la fibre de verre et l’époxy qui fabrique les moules de la carrosserie de la C(arbone)-Alleweder, aboutie fin 1996.  Plus rapide (+15 %), plus légère(-8 kg), sans maintenance de la chaîne intérieure au carénage, la C - Alleweder a 120 litres d’espace de bagages. Elle n’est pas destinée à la production, mais après avoir vu le prototype d’Allert, plus lisse et linéaire, un certain nombre de personnes veulent en avoir une. La C-Alleweder est longue à construire, cela la rend onéreuse (de 3400 elle grimpe à 7 000 €). Une trentaine est vendue par Flevobike.
Dans l’intervalle, Flevobike souffre. L’entreprise (qui manufacture une gamme complète de vélos couchés) évolue d’une petite affaire familiale en une entreprise de 11 personnes dont les propriétaires. Plus de chiffre d’affaires, mais moins de profit et de flexibilité, ainsi que beaucoup plus de paperasserie et d’organisation. Ce n’est pas ce que Johan Vrielink, le fondateur, veut. Il décide donc de se retransformer en entreprise familiale. En 1999, Ils décident de vendre la cinquantaine de modèles et se recentrent sur l’ingénierie et une petite production de prototypes pour d’autres entreprises de l’industrie du cycle. La production de l’Alleweder s’arrête.  Tempelman, qui faisait déjà le carénage en fibre de verre et carbone de la C-Alleweder, reprend ce modèle et le vend sous le nom de Limit (pilier de rigidité, fibre de carbone, et coque kevlar).
Une fois contracté le virus de la vélomobile, c’est dur de quitter les affaires. En 1997 Bart Verhees revient sur le marché avec un nouveau modèle de son Alleweder. Caractéristiques réussies : roues aluminium à disque et la barre de direction sert aussi au freinage. Il vend quelques douzaines du nouveau modèle, qui ne se révèle pas assez profitable et, après augmentation de prix, retourne à son précédent travail. Nico Pluimers reprend le modèle, essaie de reprendre la production mais quitte après un an pour les mêmes raisons. Il vend à Leo Visscher d’Alligt. Léo est déjà dans le métier du vélo couché, fait beaucoup d’amélioration à l’Alleweder et a plus de succès.

## Les Alleweder vendus actuellement
Versions vendues par Alligt qui est basé aux Pays-Bas. Prix de base avec une transmission Sram Dual Drive. Les A4, A6 et A7 pèsent 34 kg.
- A4 en aluminium. Vendu en kit 2 845 euros, ou 3995 monté. Avec plus de 350 exemplaires vendus, l'Alleweder A4 est la version qui a lancé Alligt. Il n'est cependant plus produit depuis 2019. Dimensions 250 x 81 × 95 cm. L'A5, version plus étroite, n'est plus vendu non plus.
- A6 et A7. Les deux avec une coque en résine et fibre de verre. Plusieurs couleurs au choix. Dimensions 245 x 81 × 95 cm  pour l'A6 dont l'accès est facilité par une large ouverture. L'A7 est plus étroit et un peu plus rapide, 250 x 76 × 95 cm. Il n'est plus vendu depuis 2013. Vendus en kit 4195, monté 5195, supplément de 400 euros pour une coque en aramide (Nom commercial : Kevlar).
- A8 en aluminium. Ce prototype de 2011, plus orienté vers la vitesse, n'a pas rencontré beaucoup de succès avec seulement cinq exemplaires vendus. Alligt a donc arrêté la production de celui-ci en 2013. Dimensions 265 x 77 × 96 cm. Le nez est en aramide, la coque plus basse, étroite et longue que sur l'A4, l'allure est proche de celle du Waw de la marque Katanga.

L’entreprise allemande Lohmeyer Leichtfahrzeuge (ou Akkurad) fabrique sa version des vélomobiles Alligt, le plus souvent équipés d'une assistance électrique. Elle se charge des marchés de langue germanique.
L'entreprise VelomobileUSA aux États-Unis fabrique et vend le FAW+, une version améliorée de l'Alleweder A2 produit par Flevobike.   
La société française Passion Vélomobile à repris la production du A4 en kit
L’Alleweder est actuellement le vélomobile le plus commun au monde, et continue d’être amélioré. Toutes versions confondues, Plus de 700 ont été produits.